# Avon (reka, Nova Zelandija)
Avon oziroma Ōtākaro (/ˈeɪvən/, /ˈɔːtɑːkɑːrɔː/, maorska izg. [ɔːtaːkaɾɔ]) teče skozi središče mesta Christchurch na Novi Zelandiji in ven do izliva, ki si ga deli z reko Ōpāwaho/Heathcote, Avon Heathcote Estuary/Ihutai.

## Potek
Avon sledi vijugasti poti skozi Christchurch od svojega izvira v zunanjem zahodnem predmestju Avonhead skozi Ilam, Riccarton in Fendalton, nato skozi Hagley Park in Central Business District (CBD).
Vzhodno od CBD poteka skozi mesta Avonside, Dallington, Avondale in Aranui ter se končno izlije v Tihi ocean preko estuarija Avon Heathcote (maorsko Te Wahapū) blizu Sumnerja.

## Poimenovanje
Prvo ime reke je maorsko Ōtākaro, kar pomeni 'kraj za igro' po otrocih, ki so se igrali na bregu reke, medtem ko se je zbirala hrana. Nekateri viri iz zgodnjih dni evropske poselitve navajajo tudi maorsko ime kot Putare Kamutu. Canterbury Association ga je načrtovalo poimenovati Shakespere. Reko je John Deans leta 1848 preimenoval v Avon v spomin na škotski Avon, ki izvira v hribih Ayrshire v bližini kmetije njegovih dedkov, Over Auchentiber. Deanovi so zgradili svojo domačijo ob reki Avon, kjer je zdaj predmestje Riccarton. Ime reke in reke, ki teče skozi Shakespearov rojstni kraj Stratford-upon-Avon, je tako le naključno, v nasprotju s splošnim lokalnim prepričanjem.
Ime je bilo uradno spremenjeno v Avon River / Ōtākaro z zakonom o poravnavi zahtevkov Ngai Tahu iz leta 1998, ki je ena od mnogih takšnih sprememb v okviru pogodbene poravnave Ngai Tahu.

## Puntanje
Komercialni punting (vožnja s čolnom z ravnim dnom in kvadratnim premcem, zasnovan za uporabo v majhnih rekah in plitvi vodi) kot turistična atrakcija je na voljo v središču mesta, Hagley Park in Mona Vale, parku v Fendaltonu.

## Ribolov
Avon, ki teče skozi središče najbolj naseljenega urbanega območja Južnega otoka, je postala priljubljena med lokalnimi ribiči, saj je v reki veliko vnesenih potočnih postrvi (Salmo trutta). V spodnjem toku pod osrednjim poslovnim okrožjem ni neobičajno, da se ulovijo postrvi, ki tehtajo več kot 4 kg, potem ko so ribe dobro izkoristile zaužitje velikega števila avtohtonih Galaxiidae, nezrele ribje mladice. Nad CBD so ribe manjše, vendar je na voljo večje število teh manjših rib. Najpogostejša metoda nad mestom je muharjenje, saj so postrvi postale nekoliko previdne do ribičev. Ribolov ni dovoljen med mostom na ulici Armagh v parku Hagley in mostom na ulici Barbadoes dolvodno od središča mesta.

## Potresi
Velik del ozemlja vzdolž reke Avon / Ōtākaro dolvodno od osrednjega mesta je bil poškodovan v potresu v Canterburyju leta 2010, potresu v Christchurchu februarja 2011 in potresu v Christchurchu junija 2011 in ga je agencija Canterburyja za obnovo potresov označil z rdečo cono. Interesi skupnosti lobirajo, da se zemljišče z rdečimi conami spremeni v park, ki povezuje osrednje mesto z estuarijem. Kampanjo vodi skupina Avon-Otakaro Network (AvON) in je prejela podporo župana.
Januarja 2013 so zdravstveni uradniki posvarili pred kopanjem v reki zaradi onesnaženja, povezanega s škodo, ki so jo povzročili potresi.
Septembra 2015 je bilo razkrito, da sta mestni svet Christchurcha (CCC) in Canterburyjeva agencija za obnovo po potresu (CERA) kupila dve skulpturi z imenom Stay od angleškega kiparja Antonyja Gormleyja, pri čemer bo ena od njiju postavljena v reko Avon. Gormley, ki je Christchurch obiskal leta 2007 in za mesto znatno znižal svoja dela, je izjavil, da želi, da bi njegove skulpture pomagale pri procesu zdravljenja mesta po potresih. Prispevek CCC k projektu je znašal 502.500 novozelandskih dolarjev, medtem ko CERA ni želela povedati, koliko je porabila. Druga skulptura bo postavljena v Domu umetnosti. Ti dve skulpturi sta Gormleyjevi prvi deli na Novi Zelandiji.